# دورنهان
دورنهان (بالألمانية: Dornhan) هي بلدة، مدينة وبلدة ألمانية تقع في ألمانيا في Regierungsbezirk Freiburg. يقدر عدد سكانها بـ 6,229 نسمة .

## المدن التوأمة
مدينة بون-دو-فو (أين) هي مدينة توأمة لـدورنهان.

## أعلام
- كلاوس جراف